# (9652) 1996 AF2
1996 أي أف 2 (ويعرف أيضًا باسم (9652) 1996 أي أف 2 وفق تسمية الكوكب الصغير) (بالإنجليزية: 1996 AF2)‏ هو كويكب ضمن حزام الكويكبات؛ وترتيبه 9652 من حيث الاكتشاف.
اكتُشف هذا الجُرم الفلكي بواسطة هيروشي كانيدا في 12 يناير 1996.

## وصلات خارجية
- (9652) 1996 AF2 في قاعدة بيانات مختبر الدفع النفاث لأجرام النظام الشمسي الصغيرة

- الاكتشاف · مخطط المدار ·  العناصر المدارية · المعلمات المادية

- (9652) 1996 AF2 على موقع ويكي سكاي: DSS2, SDSS, GALEX, IRAS, Hydrogen α, X-Ray, Astrophoto, Sky Map, Articles and images